# Архиепархия Ньюарка

Расположение архиепархии Ньюарка

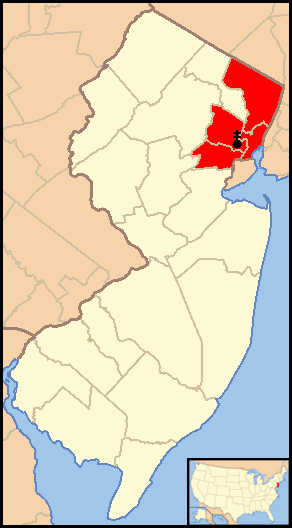
Расположение архиепархии Ньюарка

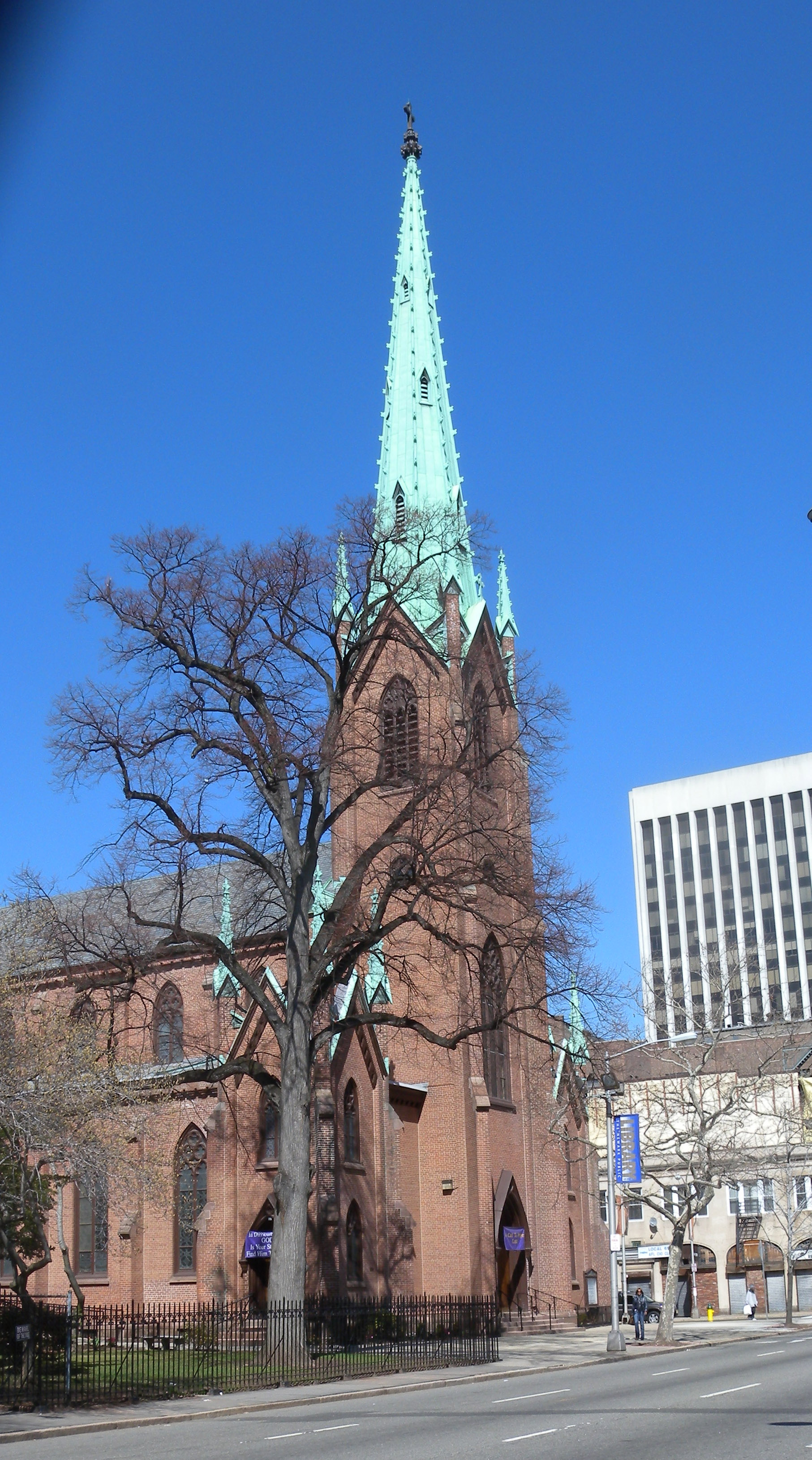
Прокафедральный собор святого Патрика, Ньюарк, США

Архиепархия Ньюарка (лат. Archidioecesis Novarcensis) — архиепархия Римско-католической церкви в городе Ньюарк, США. В митрополию Ньюарка входят епархии Камдена, Метачена, Патерсона, Трентона. Кафедральным собором архиепархии Ньюарка является Собор Святейшего Сердца Иисуса. В Ньюарке также находится сокафедральный Собор святого Патрика.

## История
29 июля 1853 года Святой Престол учредил епархию Ньюарка, выделив её из архиепархии Нью-Йорка и епархии Филадельфии.
2 августа 1881 года и 9 декабря 1937 года епархия Ньюарка передала часть своей территории новым епархии Трентона и епархии Патерсона.
10 декабря 1937 года Римский папа Пий XI издал буллу «Quo utilius», которой возвёл епархию Ньюарка в ранг архиепархии.

## Ординарии архиепархии
- епископ Джеймс Рузвельт Бейли[англ.] (29.07.1853 — 30.07.1872) — назначен архиепископом Балтимора
- епископ Майкл Огастин Корриган[англ.] (14.02.1873 — 01.10.1880) — назначен архиепископом-коадъютором, позднее архиепископом Нью-Йорка
- епископ Винанд Михаэль Виггер[англ.] (11.07.1881 — 05.01.1901)
- епископ Джон Джозеф О’Коннор[англ.] (24.05.1901 — 20.05.1927)
- архиепископ Томас Джозеф Уолш[англ.] (02.03.1928 — 06.06.1952) — архиепископ с 1937
- архиепископ Томас Алоизиус Боланд[англ.] (15.12.1952 — 02.04.1974)
- архиепископ Питер Лео Джерети (02.04.1974 — 03.06.1986)
- архиепископ Теодор Эдгар Маккэрик (30.05.1986 — 21.11.2000) — назначен архиепископом Вашингтона, кардинал (2001—2018), лишён сана
- архиепископ Джон Джозеф Майерс[англ.] (24.07.2001 — 07.11.2016)
- кардинал Джозеф Уильям Тобин (с 19.11.2016).

## Источник
- Annuario Pontificio, Libreria Editrice Vaticana, Città del Vaticano, 2003, ISBN 88-209-7422-3
- Булла Quo utilius, AAS 30 (1938), стр. 258 Архивная копия от 3 марта 2013 на Wayback Machine  (лат.)